# Ністер-Мерендорф
Ністер-Мерендорф (нім. Nister-Möhrendorf) — громада в Німеччині, розташована в землі Рейнланд-Пфальц. Входить до складу району Вестервальд. Складова частина об'єднання громад Реннерод.
Площа — 2,97 км2. Населення становить 292 ос. (станом на 31 грудня 2020).